# Kees van Dongen

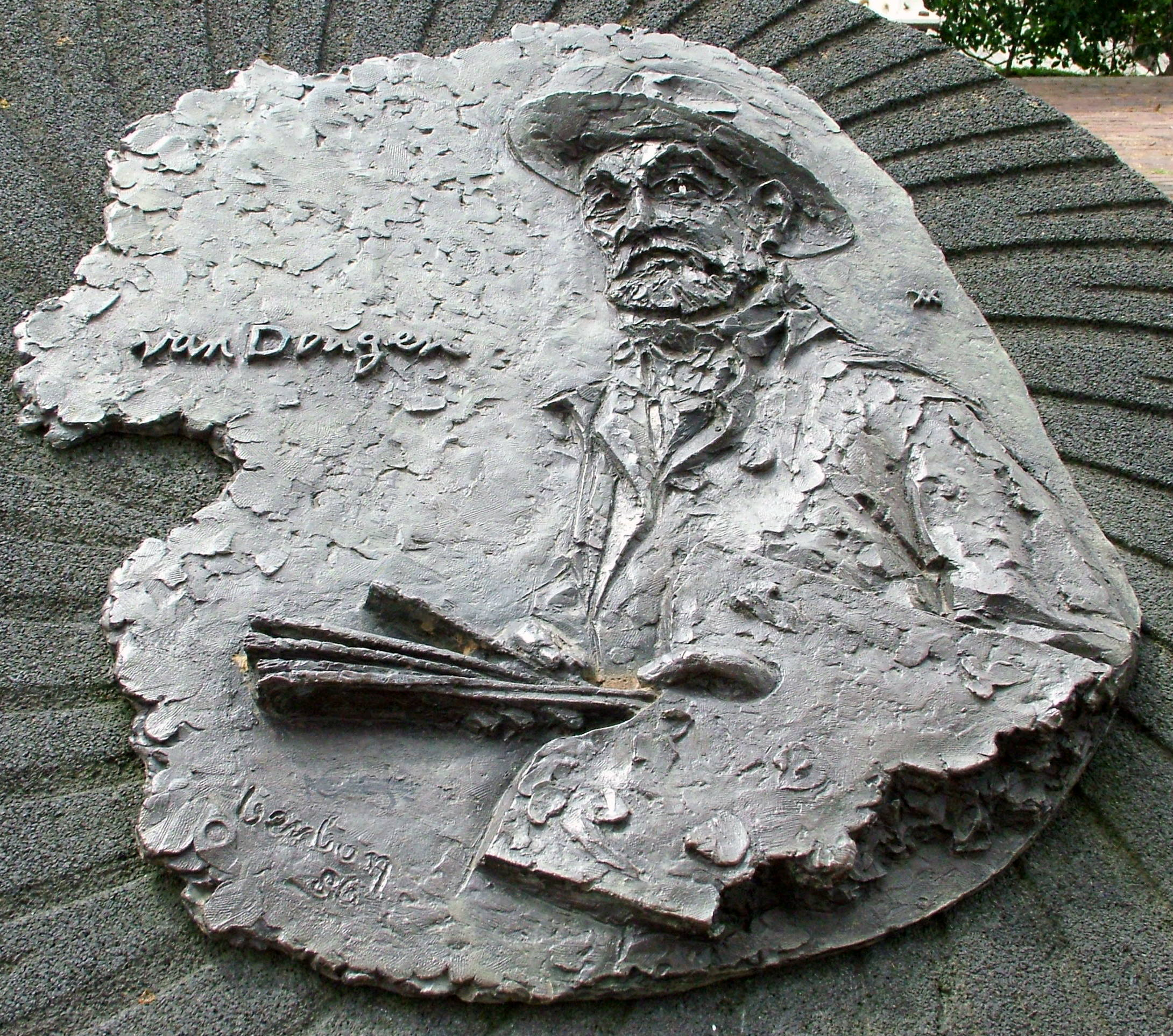
Kees van Dongen, i Rotterdam-Delfshaven

Kees van Dongen, Cornelis Theodorus Maria van Dongen, född 26 januari 1877 i Delfshaven, död 28 maj 1968 i Monte Carlo, var en nederländsk-fransk konstnär.
Kees van Dongen verkade från 1897 i Paris. Han är jämte Henri Matisse en av de främsta representanterna för fauvisterna och var särskilt berömd för sin starka kolorit. I slutet av sin karriär blev van Dongen huvudsakligen porträttmålare.

## Uppväxt
Kees van Dongen föddes den 26 januari 1877 som äldste son till Johannes (Jan) van Dongen och Helena Francisca Geurts. Föräldrarna ägde ett mälteri som låg precis i närheten av deras bostad i Delfshaven.

## Den unge konstnären
När Kees van Dongen var omkring 18 år skrev han in sig på kvällskurs vid Rotterdams Konstakademi. Han var tidigt politiskt och socialt medveten och tog parti för en konst som skulle « tillhöra hela samhället ». År 1897 deltog van Dongen med illustrationer till tidskriften Vrije Kunst som var förespråkare för den brittiska Arts & Crafts rörelsen. Tillsammans med Jan Krulder illustrerade han samma år omslaget till den nederländska översättningen av Pjotr Kropotkins Anarkismens moral, utgiven året innan. Samma år tillbringade van Dongen några månader i Paris för att sedan återvända till Rotterdam 1898. Under denna period utvecklar han sin teknik och blir en skicklig tecknare. I hans verk från denna tid dominerar svart bläck med starkt dragna linjer och ett medvetet skissartat intryck med vissa färgförstärkningar. Ofta väljer han motiv från gatan eller kvällslivet kring Montmartre och senare Zandstraat i Rotterdam. Flera tidningar beställer hans illustrationer, däribland Rotterdamisch Nieuwsblad. Under hösten 1899 installerade sig van Dongen definitivt i Paris tillsammans med sin partner, Augusta Preitinger, kallad Guus, som han gifte sig med 1901.

## Genombrottet
Det stora genombrottet för van Dongen blev hans utställning hos den berömde konsthandlaren Ambroise Vollard i Paris, november 1904. Här skulle han snart ta intryck av Henri Matisse och hans djärva kolorit, samtidigt som han arbetade i en mer dekorativ, mondän anda. Favoritmotivet blev eleganta kvinnor, inte sällan i cafémiljö.
En kort tid, endast 1908, var han medlem i den expressionistiska konstnärsgruppen Brücke, men utan att tillhöra dess inre krets.